# Grupa Kęty
Grupa Kęty S.A. ist ein polnisches Unternehmen mit Sitz in Bielsko-Biała, das sich vorwiegend mit der Herstellung von Aluminium beschäftigt. Das Angebot des Unternehmens umfasst unter anderem Aluminiumprofile, Komponenten, Strangpressprofile, mehrschichtige Verpackungen aus Aluminiumfolie und Polypropylen, Baubeschläge und Systemzubehör. Darüber hinaus ist das Unternehmen die Muttergesellschaft einer Kapitalgruppe mit drei Tätigkeitsbereichen: Produktion von Aluminiumprofilen und -komponenten (Grupa Kęty S.A.); Design und Produktion von Architektursystemen und Sonnenschutzsystemen (Aluprof S.A.); Produktion von flexiblen Verpackungen und leicht recycelbaren Polypropylenfolien (Alopol Packaging S.A.). Die Gruppe besteht aus 24 Unternehmen, darunter 15 ausländische Tochterunternehmen, die ihre Produkte in fast 60 Ländern der Welt anbieten. Grupa Kęty ist im polnischen Aktienindex WIG30 und seit 1996 im Mittelwerteindex mWIG40 notiert.

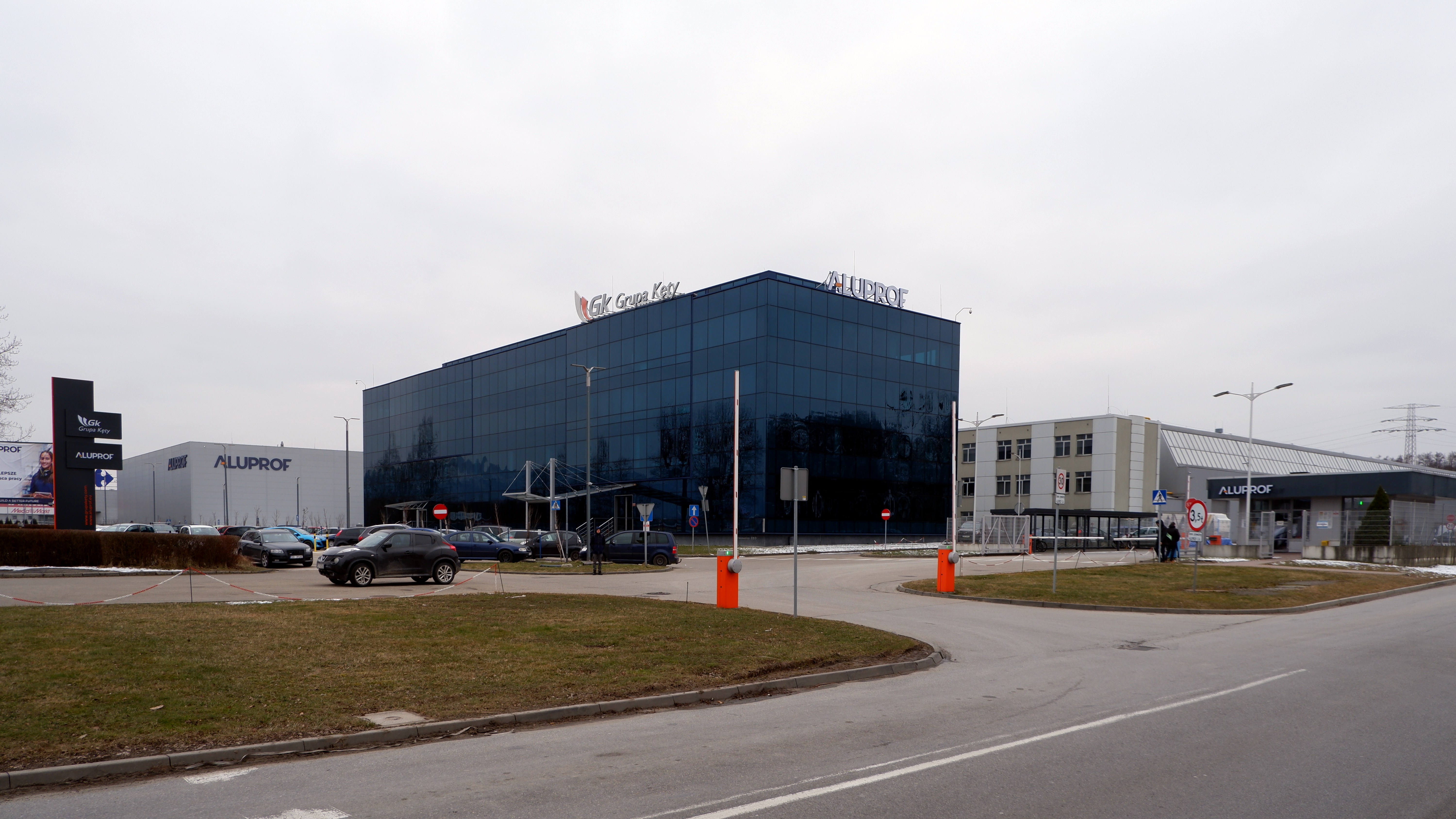
Bielsko-Biała, Bürogebäude und Werk Aluprof

## Geschichte
Quelle:
1949 beschließen das Ministerium für Metallurgie und die Staatliche Wirtschaftsplanungskommission, eine Aluminiumverarbeitungsanlage in Kęty zu bauen. Das Unternehmen nahm den Namen „Zakłady Metali Lekkich Kęty“ an. Die Gründung der Gießereiabteilung und Beginn der Produktion von Gusslegierungen im Jahre 1953 wird als die offizielle der Gründung der Anlage und damit der Firma angesehen. 1958 war die Inbetriebnahme der ersten Abteilung für Press- und Zeichenwerk. Die Produktion von Rohren und Stäben erfolgte dabei auf drei Pressen.
1974 bis 1975 war die Vertragsunterzeichnung mit der österreichischen Firma Vereinigte Metallwerke Ranshofen-Berndorf AG für den Kauf von Technologie und Ausrüstung für die Herstellung von Werkzeugen (Matrizen) für die Extrusion. Der Bau des Presswerks II in Kęty begann. 1978 wurde die Pressabteilung II mit vier Pressen in Betrieb genommen.
Während der Dauer des Kriegsrechts in Polen von 1981 bis 1989 wurden keine Investitionen vorgenommen. 1992–1993 wurde Zakłady Metali Lekkich Kęty in ein Staatsunternehmen umgewandelt. Die Privatisierung des Unternehmens wurde vorbereitet.
1996 erfolgte der Börsengang des Unternehmens Zakłady Metali Lekkich Kęty an der Warschauer Börse. Der Großteil der Aktien liegen bei dem amerikanischen Fonds Enterprise Investors (28 %). Im gleichen Jahr werden Anteile an Zakłady Elementów Wyposażenia Budownictwa Metalplast Bielsko erworben. Es beginnt der Aufbau der Kapitalgruppe. 1999 wird eine moderne Fabrik für flexible Verpackungen (Alupol) in der Wirtschaftszone in Tychy in Betrieb genommen. Im Jahr 2000 wird ein neues Presswerk in der Wirtschaftszone in Tychy eingeweiht. Der Firmenname wird von Zakłady Metali Lekkich Kęty in Grupa Kęty geändert.
2002 wird Alumetal (ältester Teil der Anlage, der mit der Herstellung von Gusslegierungen zusammenhing) an einen privaten Investor verkauft. 2005 wird eine neue Gegenrotationspresse zur Herstellung von Hartlegierungsstäben in Betrieb genommen. 2006 wird eine Verpackungsfabrik in Kęty durch einen Brand beschädigt. Der Wiederaufbau und die Diversifizierung der Produktion in zwei unabhängigen Werken geschieht in Kęty und Tychy. Metalplast-Bielsko S.A. und Aluprof fusionieren. 2009 wird die neue Gesellschaft Alupol Packaging Kęty gegründet. 2014 wird Alupol Films Sp. z o.o. gegründet (Herstellung von 5-Schicht-Polypropylenfolien). 2018 wird eine neue Anlage für Advanced Aluminium Products auf einer Fläche von 7000 m² in Betrieb genommen.